# Andreettara
× Andreettara (abreviado Are) es un híbrido intergenérico entre los géneros de orquídeas Cochlioda × Miltonia × Odontoglossum. Fue publicado en Orchid Rev.  112(1256, Suppl.): 28 (2004).